# Серран (замок)
Серран (фр. Château de Serrant) — дворцово-замковый комплекс, расположенный недалеко от города Сен-Жорж-сюр-Луар в департаменте Мен и Луара, в регионе Пеи-де-ла-Луар, Франция. Крепость создана как замок на воде.

## История

### Ранний период
Первые упоминания о замке Серран относятся к Средним векам. С XIV века укрепления в этом месте принадлежали дворянской семье Ле Бри. Понтус Ле Бри получил от короля Людовика XI разрешение на строительство крепости с подъемным мостом, внешним рвом и массивными угловыми башнями. В целом современный комплекс сохранил силуэт средневековой крепости.

### Эпоха Ренессанса

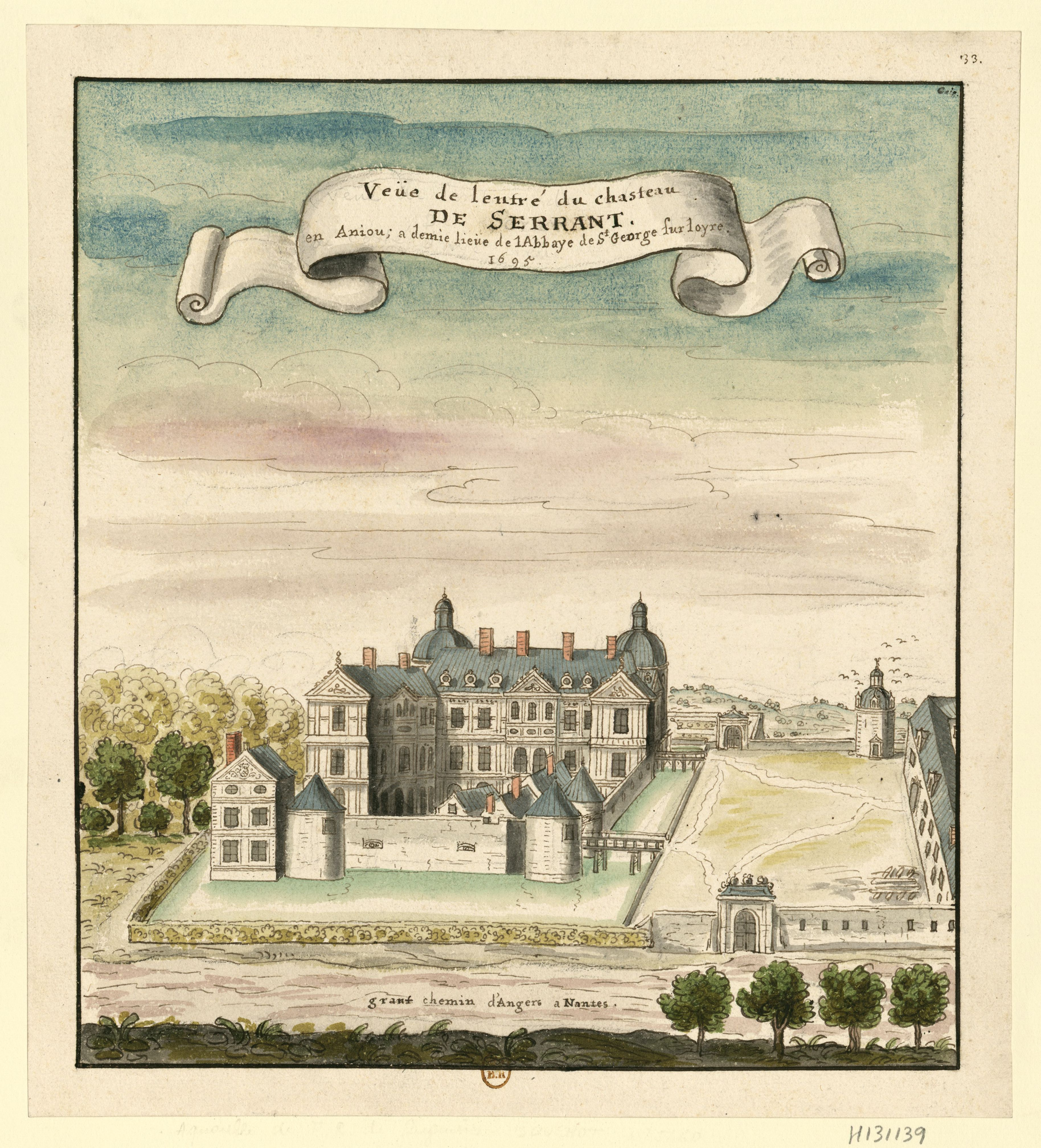
Замок на рисунке 1695 года

Свой современный вид Серран приобрёл во времена, когда владельцем замка был Шарль де Бри. Он вдохновился художественными идеями эпохи Возрождения и решил в 1546 году радикально перестроить прежнюю крепость. Архитектором был приглашён Филибер Делорм. До того он уже стал известен как автор смелой реконструкции крыла замка Шенонсо над рекой Шер. 
Из-за финансовых трудностей на первом этапе перестройки Серрана удалось построить только северную башню, половину центрального жилого здания и прилегающего крыла.
В последующие годы замок Серран несколько раз переходил из рук в руки. Одним из владельцев в 1593 году стал банкир Сципион Сардини. Но уже через семь лет он продал имение. 
В 1636 году после того, как Серран сменил нескольких владельцев, новым собственником комплекса стал дипломат, влиятельный придворный при дворе Людовика XIII и эстет Гийом де Баутру. Он и его сын Гийом-младший завершили реконструкцию в соответствии с первоначальными планами. Примерно к 1700 году закончились масштабные работы по перестройке главного здания, южной башни и обоих боковых крыльев. Угловые башни прежнего замка оказались заменены двухэтажными павильонами. Облик главного фасада наконец-то стал симметричным. 
Последней частью замково-дворцового комплекса стало строительство капеллы, завершённое в начале XVIII века. Авторство проекта приписывают Жюлю Ардуэн-Мансар. Одна из главным отличительных черт внутреннего убранства часовни — мраморное надгробие Николя де Баутру, маркиза де Вобруна, который некогда был командующим французской армией. Его супруга заказала гробницу в 1677 у Антуана Куазевокс, главного скульптора при дворе Людовика XIV.

### Во владении семьиЛа Тремуй
В 1749 году Гийом де Баутру, последний представитель рода, продал замок Серран богатому судовладельцу Антуану Жаку Уолшу из Нанта. Это приобретение позволило собственнику претендовать на дворянский титул. Во всяком случае с той поры он стал прибавлять к фамилии и имени «де Серран». В 1754 году по воле короля Людовика XV Уолш был возведён в графское достоинство. 
Новый владелец обновил интерьер и позаботился о преображении окружающих территорий в парк в английском стиле. В частности здесь появились два павильона и живописные Ворота чести. 
В 1806 году Серран посещал Наполеон I. В память об этом знаменательном событии сохранился Зал империи, обставленный, среди прочего, кабинетом Симона-Николя Маркиона, известного как «Марсион Жюн». 
В 1830 году Валентен Уолш де Серран женился на герцогине де ла Тремуй, которая была представительницей одной из старейших дворянских семей Франции. Герцог нанял архитектора Люсьена Магна для реставрации дворца. В это время появились некоторые новшества в облике Серрана. В частности, балюстрады вдоль мансарды и вокруг башен, а также фамильный герб Ла Тремуй над главным входом.
Последний из герцогов ла Тремуй умер в 1933 году молодым, не оставив потомства. Серран перешёл в собственность младшей ветви княжеской семьи де Линь. Ради сохранения родового имени ла Тремуй, новые владельцы стали именоваться имя князьями Линь ла Тремуй. 
В 1939 году владельцы замка предоставили Серран в распоряжение государства для хранения работ из национальных музеев. 
С 1954 года замок был открыт для посетителей.

## Современное состояние
Замок Серран по-прежнему является частной собственностью. Его нынешними владельцами являются представители семьи Ла Тремуй, князь и княгиня фон Мероде-Вестерлоо. Собственники тратят значительные средства на модернизацию комплекса и реставрацию интерьеров.
В замке находится старинная библиотека. За долгие века здесь образовалась целая коллекция из 12 тысяч антикварных книг. 

## Архитектурные особенности
Несмотря на то, что реконструкция (а фактически масштабная перестройка) замка продолжалась более ста лет, Серран остался стилистически однородным архитектурным комплексом. Дворец состоит из главного здания с двумя боковыми крыльями, которые выдвинуты вперёд и образуют внутренний двор. Угловые павильоны и мощные башни, а также окружающий ров придают облику комплекса узнаваемую индивидуальность. Окружающий парк завершает впечатляющую картину. 
Здания строились в основном из коричневого сланцевого камня. Из светлого туфа изготавливали декоративные элементы фасада. В целом комплекс соответствует архитектурному стилю эпохи Франциска I.
Центральный корпус с треугольным фронтоном являются доминантным элементом комплекса. Вход в Серран возможен через каменные мосты, пересекающие широкий ров.

## Галерея

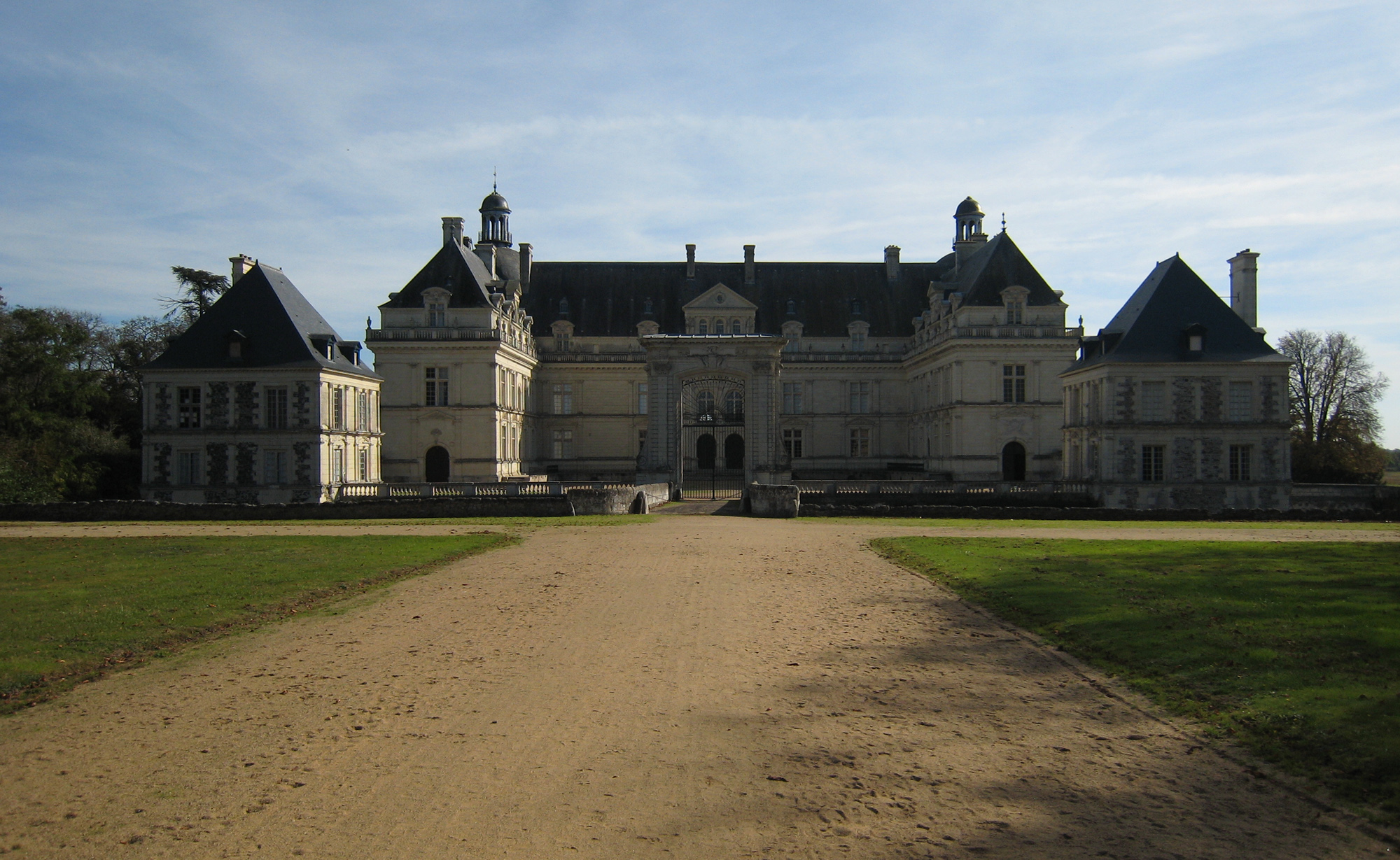
Общий вид фасада комплекса
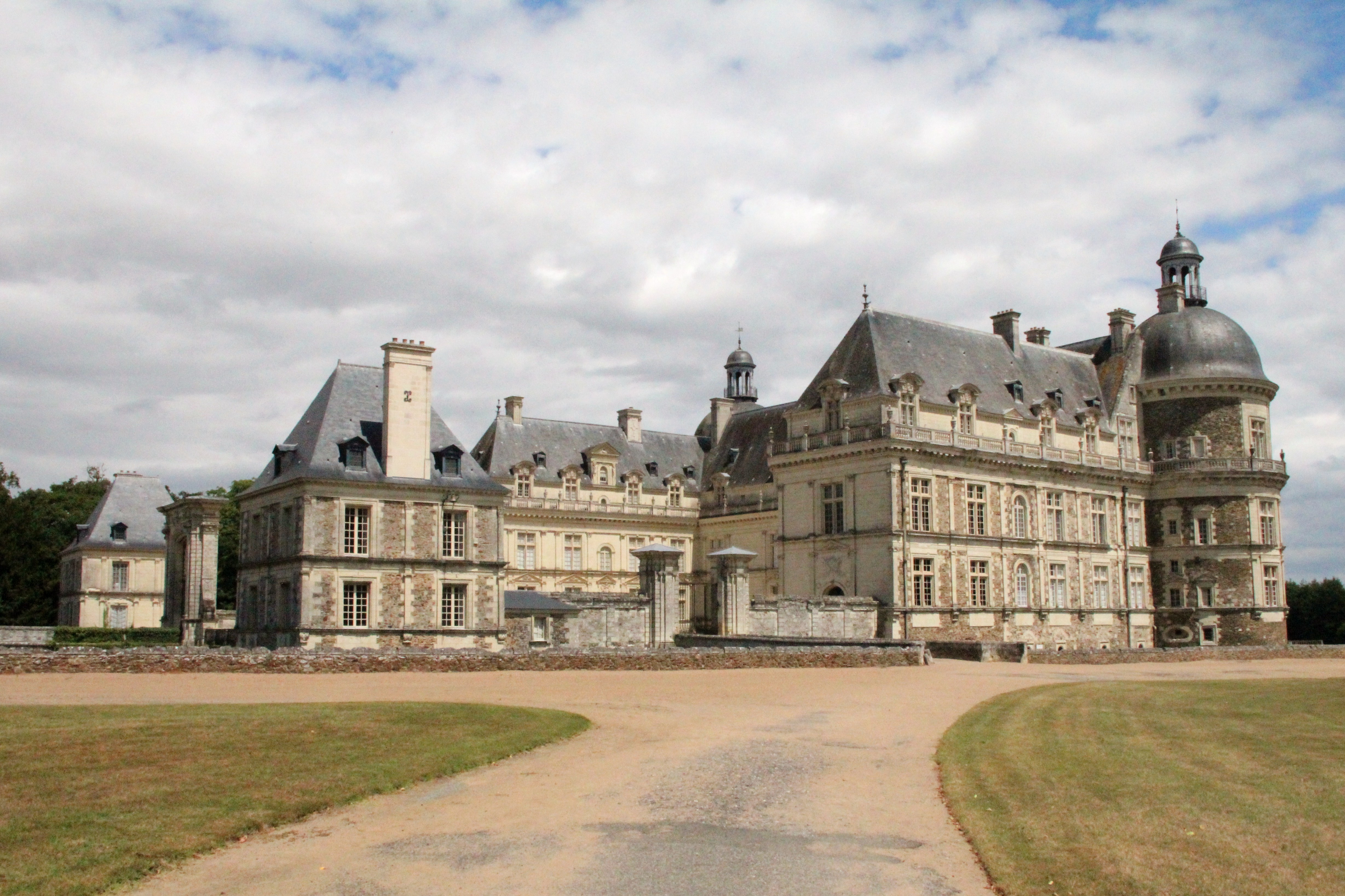
Вид дворца со стороны парка
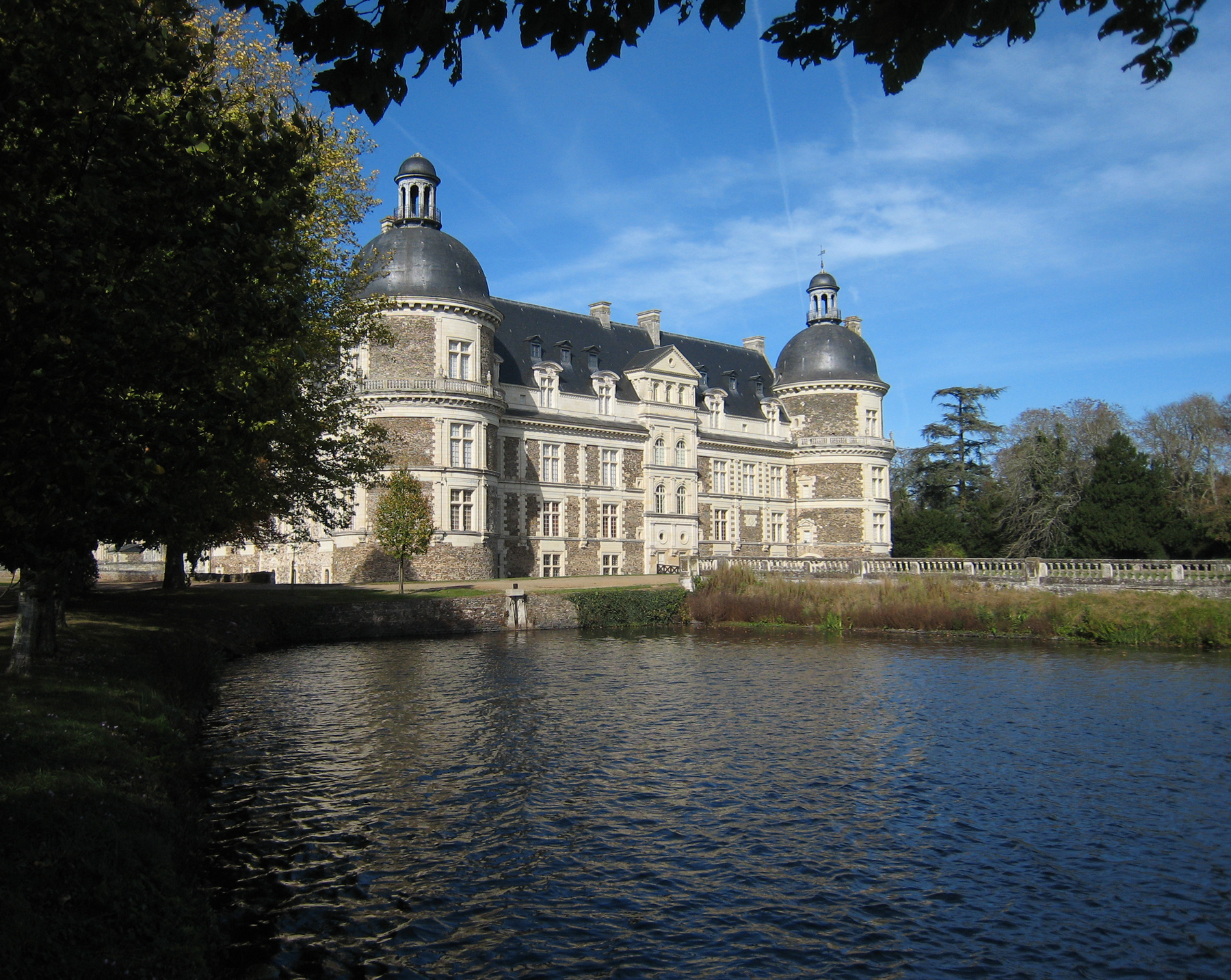
Серран и окружающие его пруды
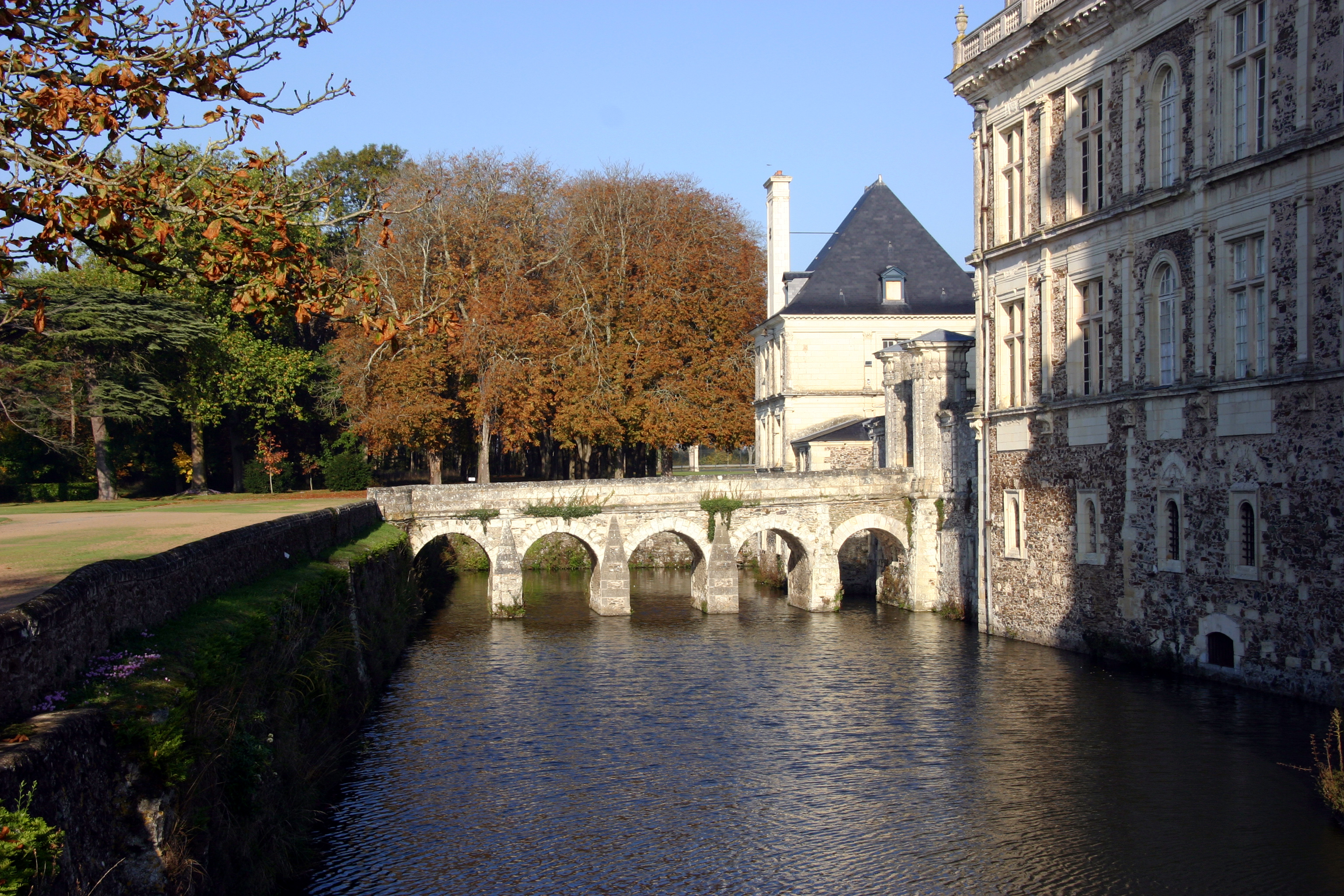
Каменный мост, ведущий в замок
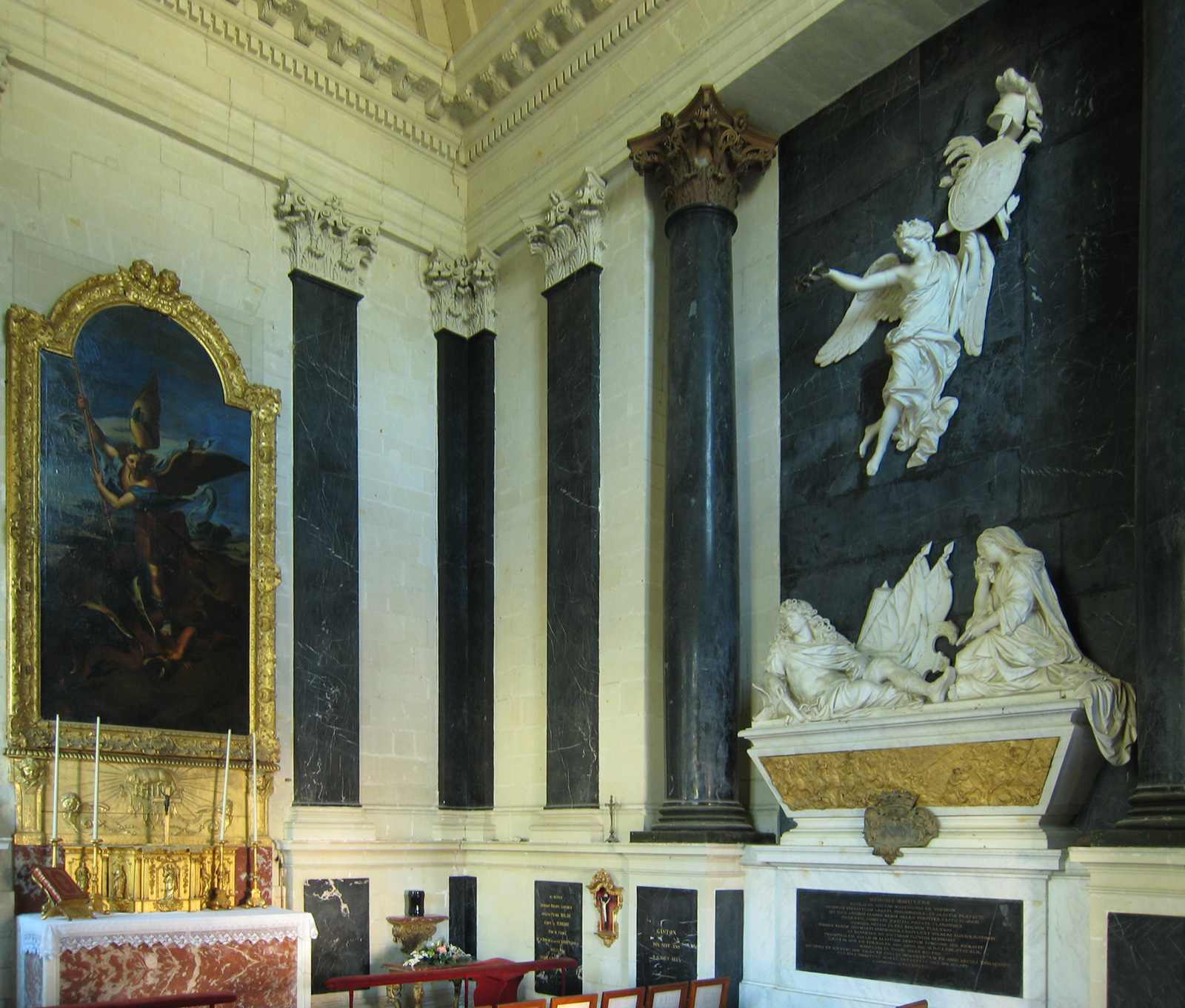
Внутри замковой капеллы